# Галицька вулиця (Івано-Франківськ)
Вулиця Галицька — одна з головних вулиць в Івано-Франківську, що веде від центру міста — розгалуження вулиць Бельведерської та Мазепи на північний захід до Калуського шосе, далі завертає на північ у сторону Галича.
Поряд із вулицями Тисменицькою та Гетьмана Мазепи є найдавнішою в місті.

## Історія
Вулиця виникла у XVII ст. У той час вулиця починалася від Галицької брами (в районі будинку № 31). Пізніше, за радянської влади, до вулиці були приєднана частина площі Ринок і колишня вулиця Карпінського (до 1958 р. — 1 Травня).
Вулиця добавила в довжину за рахунок приєднання її продовжень в селах Княгинин (у 1925 році) та Пасічна (1958), а також за рахунок приєднаного до міськради села Угорники.

## Забудова
Тут знаходиться найбільша кількість пам'яток архітектури,— 30. Будинки із непарними номерами — реконструйовані в 1990-тих із повторенням давніх фасадів.
Вулиця була розширена до чотирьох смуг і у 1983 — запущено в роботу першу тролейбусну лінію: від вул. Хіміків до вокзалу.

## Будівлі
№ 2. Пам'ятка архітектури.

Івано-Франківський національний медичний університет, (1894;
№ 3. Пам'ятка архітектури.

Житловий будинок (1932).
№ 4а. Пам'ятка архітектури.

Івано-Франківська ратуша, (1935) архітектор: Станіслав Треля.
№ 5. Пам'ятка архітектури.

Житловий будинок (1933).
№ 7. Пам'ятка архітектури.

Колишня військова адміністрація та гауптвахта (1827).
№ 9. Пам'ятка архітектури.

Житловий будинок (середина XIX ст.).
№ 10. Пам'ятка архітектури.

Житловий будинок (середина XIX ст.).
№ 22.
Телерадіокомпанія «Вежа».
№ 45. Пам'ятка архітектури.

Коледж статистики. (початок XX ст.).
№ 101. Музична школа № 3.
№ 201. (1979)? — 12-ти поверхова будівля ВО «Карпати». Також, від 2011 року тут міститься Інститут туризму Прикарпатського університету імені Василя Стефаника. В цьому районі розташована найбільша топографічна висота міста — 300 м над рівнем моря.

## Галерея

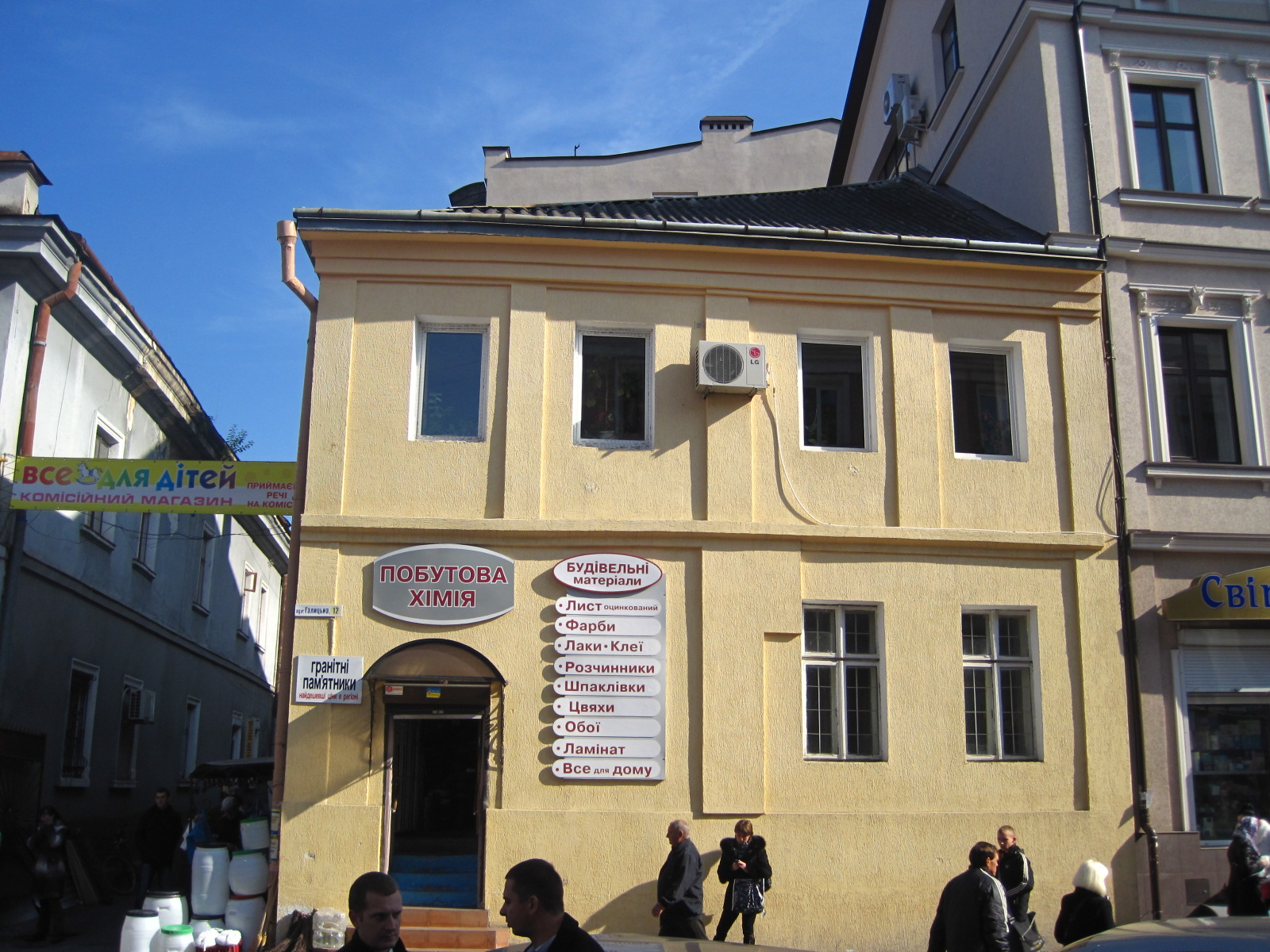
Будівля №12
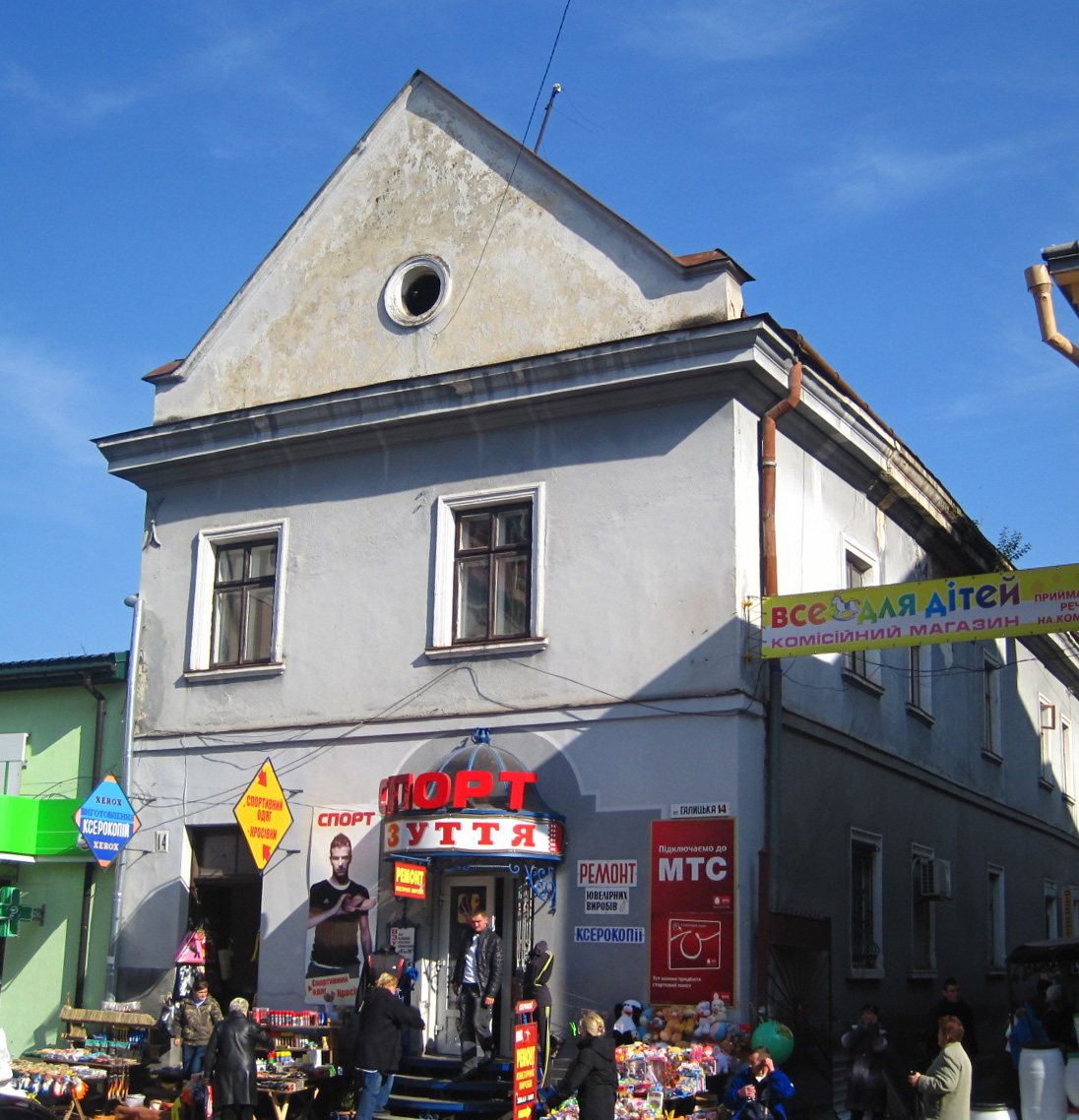
Будівля №14
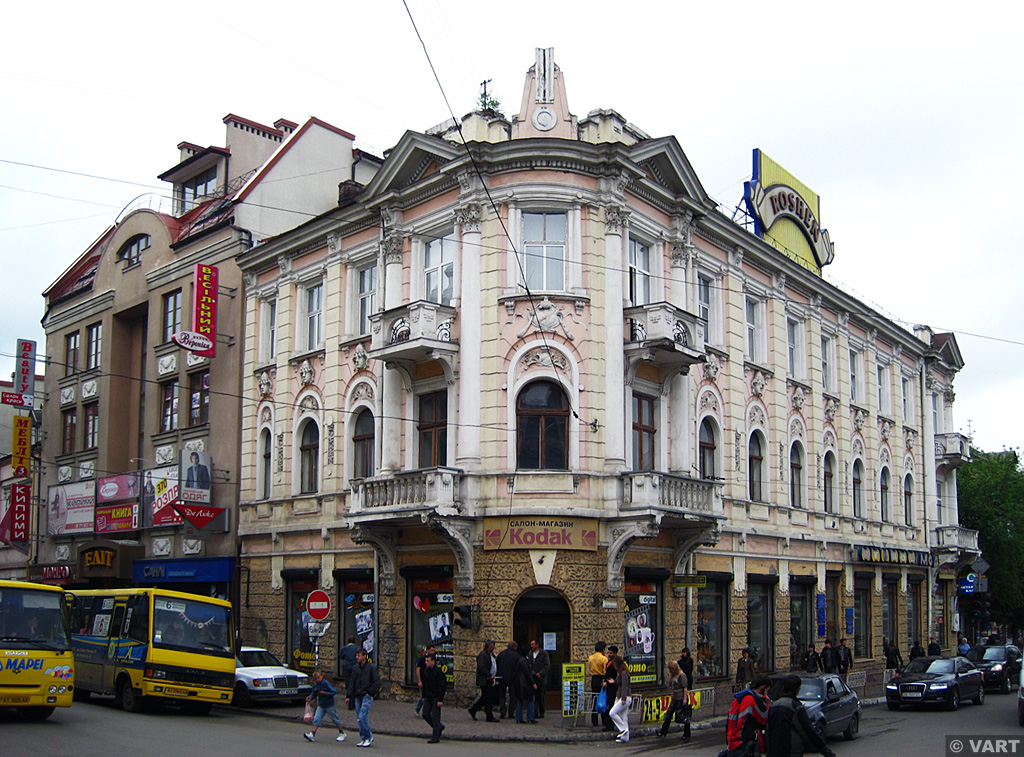
Будівля №45